# Johan Leijel
Johan Leijel, född 1 januari 1664 i Stockholm, död 24 november 1744 i Stockholm, var en svensk borgmästare, riksdagsledamot och politiker.

## Biografi
Johan Leijel föddes 1664 i Stockholm. Han var son till handlanden David Leijel (1621–1676) och Catharina Honnon i Stockholm. Hans far var arbetade även som brukspatron i Älvkarleby och Harnäs bruk. Leijel blev 30 januari 1673 student vid Uppsala universitet och blev 18 november 1685 auskultant vid rådhus- och kämnärsrätterna i Stockholm. Han blev 26 januari 1691 brottmålsnotarie vid kämnärsrätten på Södermalm och 18 maj 1694 notarie i politiekollegium.
Leijel blev 1702 brottmålsnotarie i Stockholm och 1706 rådman i staden. Han blev 1731 handelsborgmästare i Stockholm. Leijel avled 1744.
Leijel var riksdagsledamot för borgarståndet i Stockholm vid riksdagen 1713–1714, riksdagen 1719 och riksdagen 1723.

### Familj
Leijel gifte sig första gången 30 juni 1696 med Catharina Ehrencrona (1676–1709), dotter till bergmästaren Erik Ehrencrona och Catharina Anckarström.
Leijel gifte sig andra gången 19 mars 1711 med Margareta Hising (1688–1722), dotter till justitieborgmästaren Carl Hising i Köpings stad och Barbro Petré. De fick tillsammans sonen bergsrådet Carl Leijel (1718–1786).